# Skrytá agenda
Skrytá agenda (v originále Hidden Agenda) je kanadský akční film z roku 2001, který napsal Les Walton a režíroval Marc S. Grenier. V hlavní roli hraje Dolph Lundgren jako Jason Price, bývalý vládní agent, který se nyní živí tím, že lidem pomáhá zmizet prostřednictvím programu, který sám vytvořil. Když se na něj obrátí jeho přítel z dětství Sonny (Ted Whittall) a mafián Paul Elkert (Serge Houde), začnou se věci komplikovat. Někdo pronikl do Priceovy sítě a jeho klienti začínají umírat. Při vyšetřování mu pomáhá mafiánova asistentka Renee Brooks (Maxim Roy) – ale nikdo není tím, za koho se vydává.

## Děj
Jason Price, bývalý agent NSA, provozuje tajnou síť Daedalus, která klientům poskytuje novou identitu a umožňuje jim zmizet. Když mu nájemný vrah (známý pouze jako Čistič) zabije přítele z dětství, agenta FBI Sonnyho, Price si uvědomí si, že jeho síť byla infiltrována. Price sleduje stopu Čističe, která ho zavede nejen k pravé identitě Čističe, ale také k jeho podporovatelům.

## Obsazení
- Dolph Lundgren jako agent Jason Price
- Maxim Roy jako Renee Brooks
- Brigitte Paquette jako Connie Glenn
- Ted Whittall jako agent Sonny Mathis
- Serge Houde jako Paul Elkert
- Alan Fawcett jako Sam Turgenson
- Francis X. McCarthy jako zástupce ředitele Powell
- Harry Standjofski jako Kevin
- Christian Paul jako Charlie Radisson
- Andreas Apergis jako Boris Yoesky
- Jeff Hall jako Vincent Moretti
- Cas Anvar jako agent McCoomb
- Lynne Adams jako prokurátor
- Alan Legros jako Jerry
- Jay Levalley jako Paolo Bucci